# Casa de boges
Casa de boges (títol original en francès: La Cage aux folles) és una pel·lícula còmica d'embolics franco-italiana estrenada el 1978 i dirigida per Édouard Molinaro, adaptació de l'obra teatral homònima de Jean Poiret de 1973, que va estar en escena en el Palais Royal de París durant quinze anys consecutius. La pel·lícula va comptar amb la música d'Ennio Morricone. Ha estat doblada al català.
Un dels protagonistes de l'obra en el teatre, Michel Serrault, coprotagoniza la pel·lícula en el mateix paper al costat de Ugo Tognazzi.
El seu caràcter de cooproducció és la causa de la diversitat de títols amb la qual es coneix la pel·lícula. A França es va estrenar amb el mateix títol que l'obra de teatre original La cage aux folles, mentre que a Itàlia es va estrenar amb el títol de Il vizietto (el petit vici), al·lusiu a la relliscada heterosexual d'un dels seus protagonistes homosexuals. A Espanya es va estrenar amb una aproximació al títol italià, Vicios pequeños, i en català es va triar el títol de Casa de boges.

## Argument
Renato Baldi i Albin Mougeotte són una parella d'homosexuals madurs, tots dos formen una família en la qual han criat des de nen a Laurent, el fill biològic de Renato amb una amiga. Porten una vida obertament homosexual, Albin treballa com a artista transformista, amb el nom de Zazà Napoli, en el cabaret d'ambient homosexual que tots dos regenten i Renato dirigeix, La cage aux folles, al costat del seu domicili.
La trama comença quan Laurent comunica a Renato que es vol casar amb una noia que ha conegut a la universitat i que desitgen fer immediatament la petició de mà perquè es coneguin les famílies. El problema és que la noia pertany a una família molt tradicional en la qual el pare és diputat d'un partit ultraconservador i demana al seu pare que fingeixin ser una família heterosexual per evitar problemes abans de les noces. Demanen a la mare biològica, Simone, que vingui per simular un matrimoni tradicional i en principi intenten evitar que Albin participi en l'esdeveniment, ja que a causa del seu amanerament seria identificable fàcilment com a gai. Això crea un conflicte en la parella, ja que Albin, que es considera "la veritable mare", se sent apartat i creu que s'avergonyeixen d'ell. Finalment decideixen que participi en la reunió amb el paper d'oncle.
La situació es complica quan Simone no pot arribar a temps i Albin es presenta vestit de típica mestressa de casa, dient que és la mare davant dels futurs sogres. Tots els intents d'ocultació i dissimular generen multitud de situacions còmiques.
I tot es porta a l'extrem quan descobert l'engany, diversos periodistes, que havien rebut una delació que el diputat conservador es trobava en un conegut club gai, es posen a la porta i han de transvestir-lo per sortir del local sense ser reconegut i evitar-li un escàndol.
Finalment es superen tots els obstacles i se celebra el casament.

## Repartiment
- Ugo Tognazzi - Renato Baldi, pare de Laurent i parella de Albin
- Michel Serrault - Albin Mougeotte, parella de Renato
- Claire Maurier - Simone Deblon, la mare biològica de Laurent
- Rémi Laurent - Laurent Baldi, fill de Renato i Simone
- Carmen Scarpitta - Louise Charrier, mare d'Andrea
- Benny Luke - Jacob, el criat
- Michel Galabru - Simon Charrier, pare d'Andrea
- Luisa Maneri - Andrea Charrier, promesa de Laurent

## Premis i repercussió
La pel·lícula va guanyar diversos premis: a la millor pel·lícula estrangera en els Globus d'Or (1980) i el National Board of Review (1979), i Michel Serrault va guanyar els premis César al millor actor (1979) i el David de Donatello al millor actor estranger (1979). A més va ser nominada a tres oscars: Millor director, vestuari i guió adaptat.
La pel·lícula va tenir un gran èxit de taquilla, per exemple va ser fins a 1998 la pel·lícula en parla no anglesa amb més gran nombre d'entrades venudes als Estats Units,
Es van produir dues seqüeles: La Cage aux folles 2 el 1980 (d'Édouard Molinaro) i La Cage aux folles 3, Elles se marient el 1985 (de Georges Lautner). A més, el 1996 es va fer un remake estatunidenc, The Birdcage, de Mike Nichols, protagonitzada per Robin Williams, Nathan Lane i Gene Hackman.